# Anisopoichilocitosi
L'anisopoichilocitosi è il riscontro nello striscio di sangue periferico di emazie dalla forma (poichilocitosi) e del volume (anisocitosi) variabile, un'anomalia legata alla forma e alla misura dei globuli rossi. Viene utilizzata nella diagnosi differenziale nelle malattie ematiche.

## Patologie correlate
È caratteristica dell'anemia mediterranea in individui eterozigoti (portatori sani) per il gene beta-talassemico. Inoltre si riscontra nell'anemia perniciosa e nella mielofibrosi idiopatica.